# 菊地庄次郎
菊地 庄次郎（きくち しょうじろう、1912年3月1日 - 1984年8月31日）は、日本の経営者。宮城県仙台市出身。

## 経歴
1934年に東京帝国大学経済学部経済学科を卒業し、同年に日本郵船に入社。1959年に取締役に就任し、1961年に常務、1965年に専務を経て、1967年に副社長に就任し、1971年には社長に昇格した。1978年6月に会長に就任。
1973年11月に藍綬褒章を受章し、1982年4月に勲二等旭日重光章を受章。
1984年8月31日肝不全のために死去。72歳没。